# XBase
xBase è il termine generico per tutti i linguaggi di programmazione che derivano dal linguaggio di programmazione dBase, un software per la gestione di database (DBMS), archivi dati, tabelle, report in ambiente MS-DOS e Windows, originalmente creato da Ashton-Tate.
Mentre c'era un predecessore non commerciale per il prodotto Ashton-Tate (Vulcan scritto da Wayne Ratliff), la maggior parte dei cloni si basano sulla release del 1986 dBASE III+ di Ashton-Tate. Gli script scritti nel dialetto dBASE III+ hanno più probabilità di funzionare su tutti i cloni.

## Alcuni interpreti e compilatori
La 'x' significa che esistono diversi interpreti e compilatori per questo linguaggio.
- dBase / Visual dBASE di dBASE Inc. (interprete, MS-DOS, Windows)
- (dBXL/Arago) QuickSilver
- Clipper di GrafxSoft (compilatore, MS-DOS)
- FoxPro (interprete, MS-DOS, Unix, Macintosh, Windows, dal momento dell'acquisizione da parte di Microsoft come Visual FoxPro solo per Windows)
- Visual FoxPro di Microsoft (solo per Windows)
- xBase++ di Alaska Software (compilatore; Windows)
- Recital di Recital Corp.
- Visual FlagShip di multisoft GmbH (compilatore, Unix, Linux e MS Windows)
- Clip (compilatore, Unix)
- Harbour (compilatore, MS-DOS, Windows, OS / 2, Linux)
- xHarbour (compilatore, MS-DOS, Windows, Macintosh, OS / 2, Linux)
- Visual Objects (completo IDE, OOP; Windows)
- MaxScript (JIT compiler/interpreter, Windows 7/10) http://maxscript.multiserver.it/ Archiviato il 6 dicembre 2022 in Internet Archive.

## Storia della X
Ashton-Tate ha sempre sostenuto che tutto ciò che riguarda dBASE era proprietario e, di conseguenza, ha presentato cause legali contro diversi fornitori di software "cloni". Un effetto di questa azione è stato quello di provocare i venditori di cloni che evitarono di utilizzare il termine "dBASE": un marchio di fabbrica proprietario di Ashton-Tate. Questo ha dato luogo alla creazione del termine generico "xBase" che significa "dBASE o dBASE-like". Un nome suggerito che è subito fallito è stato "* base" (pronunciato "star base" e omaggio a Vulcan e Star Trek), e alcuni lo volevano scritto "X-base" per differenziarsi ulteriormente dal marchio di fabbrica.

## Formato di database
I file dei sistemi, in cui sono memorizzati le tabelle, differiscono nei loro tipi di campo e nella struttura dei loro file di "indice" con cui i tipi di file di dati possono essere realizzati. Esempi di vari formati xBase:
- DBF-NDX, formato originale dBase-Format
- DBF-NTX, xBase-Format importato dal formato sistema di Clipper
- DBF-CDX, xBase-Format introdotto dal formato FoxPro
- DBF-MDX, file Multi-Indice di dBase IV